# Occhiolino

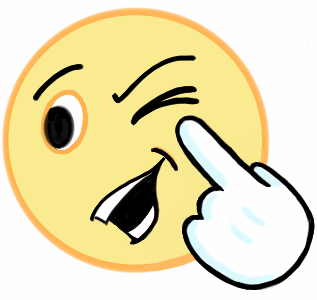
Esempio di occhiolino

L'occhiolino è un'espressione facciale che viene fatta chiudendo per un breve periodo di tempo uno dei due occhi, lasciando l'altro aperto.
È una forma di comunicazione informale e non verbale che simboleggia un segno di intesa tra due interlocutori. Di solito l'occhiolino coinvolge il contatto visivo tra chi lo pratica e a chi è rivolto. Nella maggior parte dei casi è eseguito in modo da essere notato solo dai destinatari.

## Singolo occhiolino
Un singolo ammiccamento è di solito un gesto amichevole che implica un alto grado di conoscenza tra i due interlocutori. Un tipico uso dell'occhiolino è di inviare o far capire un messaggio di cui un secondo interlocutore non è a conoscenza. L'occhiolino potrebbe anche essere usato per esprimere simpatia, solidarietà e incoraggiamento.

## Doppio occhiolino
Il doppio occhiolino ha lo stesso significato di quello singolo, ma più enfatico. Se eseguito in fila può essere usato come un modo subdolo e nascosto per comunicare.

## Occhiolino con entrambi gli occhi
Effettuare un occhiolino con entrambi gli occhi è solitamente un'azione involontaria nota come "battito di ciglia". Se fatto intenzionalmente una volta lentamente o più volte di fila velocemente, questo gesto indica un tentativo di persuadere il destinatario.

## L'occhiolino in varie culture
Strizzare l'occhio o fare l'occhiolino nella cultura occidentale può essere usato come un modo per far sapere a qualcun altro che chi sta facendo il gesto o qualche altra persona sta scherzando o mentendo.
In alcune culture dell'America Latina, l'ammiccamento può anche essere usato come invito romantico.
In Cina e in qualche misura in India, l'ammiccamento può essere visto come un gesto offensivo. Tuttavia, l'occhiolino nel subcontinente indiano ha spesso connotazioni simili a quelle nell'Occidente. Può essere usato per segnalare uno scherzo, un gesto furbo condiviso tra due persone in privato, all'insaputa di chi li circonda.
I genitori dell'Africa occidentale possono fare l'occhiolino per segnalare ai bambini di lasciare la stanza, specialmente quando c'è un ospite o un altro adulto.